# Шівон-Марі О'Коннор
Шівон-Марі О'Коннор (англ. Siobhan-Marie O'Connor, нар. 29 листопада 1995, Бат, Англія, Велика Британія) — британська плавчиня, срібна призерка Олімпійських ігор 2016 року, чемпіонка світу.

## Виступи на Олімпійських іграх
| Олімпіада | Дисципліна         | Місце |
| --------- | ------------------ | ----- |
| Ріо 2016  | 200 м комплексом   | 2     |
| Ріо 2016  | 4×100 м комплексом | 7     |